# Liar of Golgotha
Liar of Golgotha (česky znamená Lhář z Golgoty) byla nizozemská black metalová kapela založená v roce 1993 ve městě Rotterdam.
V roce 1996 vyšlo první studiové album s názvem Dancing Through the Palace of the Ungodly Beauty. Od roku 2005 je kapela neaktivní, poslední album Ancient Wars vyšlo v roce 2000. Celkem vyšly 3 dlouhohrající desky.

## Logo
Ve dvouřádkovém starším logu Liar of Golgotha je písmeno T ztvárněno jako obrácený kříž, písmeno I má podobu hořící svíčky. Novější verze loga je ve stylu gotického písma charakteristického pro black metalové kapely.

## Diskografie

### Demo nahrávky
- Winter Returns... (1995)
- Promo '97 (1997)
- The Proliferation (2003)

### Studiová alba
- Dancing Through the Palace of the Ungodly Beauty (1997)[1]
- Dwell Within the Mysterious Dark (1998)
- Ancient Wars (2000)

### EP
- The Seventh Winter (1994)
- Vendetta (1996)